# Ciudad deportiva El Requexón
La ciudad deportiva El Requexón es el centro de entrenamientos del primer equipo del Real Oviedo y del filial, el Real Oviedo Vetusta, además de los dos equipos juveniles. El Campo n°1, además, también es el campo en el que disputa sus partidos el Vetusta.   
La cantera de El Requexón es conocida en España gracias a que de ella han salido grandes jugadores como Mata, Cazorla, César, Oli, Michu, Adrián, Armando, Esteban, Luis García, Luis Manuel o Sietes.   

## Historia
Es propiedad del club azul desde 1969, cuando el entonces presidente Enrique Rubio Sañudo, adquirió los primeros terrenos. La finca se encuentra en el límite del municipio de Oviedo, separada por el Río Nora de los concejos de Llanera y Siero. No fue hasta la presidencia de José María Velasco en 1975 cuando se construyó el primer campo de fútbol para convertirlo en el lugar de entrenamiento del primer equipo. 
Más tarde, en la década de los 80 del siglo XX se construyó un segundo campo de fútbol siendo José Manuel Bango el presidente carbayón. En los 90, con Eugenio Prieto al cargo de la presidencia del club, se realizó una ampliación de 13.000 metros cuadrados creando un tercer campo de hierba sintética, nuevos vestuarios y otras instalaciones. Ya en el siglo XXI se adquieren 14.000 metros cuadrados más y se hace la última reforma hasta el momento: la construcción de dos nuevos campos y una remodelación total para que “El Requexón” respondiera a las necesidades de todos los equipos de las categorías inferiores de la entidad.

## Instalaciones
- Superficie total: 80 447 metros cuadrados
- Tres campos de fútbol de hierba natural
- Zonas de entrenamiento específico y pistas de aceleración
- Pista finlandesa
- Edificio principal con vestuarios para todos los equipos, gimnasio, dependencias médicas, almacén y lavandería
- Edificio público con sala de prensa, sala polivalente, cafetería y otros servicios
- Zona de aparcamiento